# Episodi di Pose (seconda stagione)
La seconda stagione della serie televisiva Pose, composta da 10 episodi, è stata trasmessa negli Stati Uniti su FX dall'11 giugno al 20 agosto 2019.
In Italia la stagione è stata interamente distribuita su Netflix il 30 ottobre 2019.
| nº | Titolo originale                 | Titolo italiano                  | Prima TV USA   | Pubblicazione Italia |
| -- | -------------------------------- | -------------------------------- | -------------- | -------------------- |
| 1  | Acting Up                        | Agire insieme                    | 11 giugno 2019 | 30 ottobre 2019      |
| 2  | Worth It                         | Ne vale la pena                  | 18 giugno 2019 | 30 ottobre 2019      |
| 3  | Butterfly/Cocoon                 | Sogni realizzati                 | 25 giugno 2019 | 30 ottobre 2019      |
| 4  | Never Knew Love Like This Before | Never Knew Love Like This Before | 9 luglio 2019  | 30 ottobre 2019      |
| 5  | What Would Candy Do?             | Cosa farebbe Candy?              | 16 luglio 2019 | 30 ottobre 2019      |
| 6  | Love's In Need Of Love Today     | Love's in Need of Love Today     | 23 luglio 2019 | 30 ottobre 2019      |
| 7  | Blow                             | Coca                             | 30 luglio 2019 | 30 ottobre 2019      |
| 8  | Revelations                      | Rivelazioni                      | 6 agosto 2019  | 30 ottobre 2019      |
| 9  | Life's a Beach                   | Gita tra donne                   | 13 agosto 2019 | 30 ottobre 2019      |
| 10 | In My Heels                      | Tacchi a spillo                  | 20 agosto 2019 | 30 ottobre 2019      |

## Agire insieme
- Titolo originale: Acting Up
- Diretto da: Gwyneth Horder-Payton
- Scritto da: Ryan Murphy, Brad Falchuk e Steven Canals

### Trama
- Guest star:
- Ascolti USA: telespettatori 672 000 – share 18-49 anni 0,3%[1]

## Ne vale la pena
- Titolo originale: Worth It
- Diretto da Gwyneth Horder-Payton
- Scritto da: Janet Mock

### Trama
- Guest star:
- Ascolti USA: telespettatori 567 000 – share 18-49 anni 0,2%[2]

## Sogni realizzati
- Titolo originale: Butterfly/Cocoon
- Diretto da Janet Mock
- Scritto da: Our Lady J

### Trama
- Guest star: Trudie Styler (Ms. Ford), Frank De Julio (Paul), Peppermint (Euphoria).
- Ascolti USA: telespettatori 589 000 – share 18-49 anni 0,3%[3]
- Nota: l'episodio termina con una citazione di Dorian Corey.

## Never Knew Love Like This Before
- Titolo originale: Never Knew Love Like This Before
- Diretto da Ryan Murphy
- Scritto da: Ryan Murphy e Janet Mock

### Trama
- Guest star: Danny Johnson (Darnell Johnson), Patrice Johnson Chevannes (Vivica Johnson).
- Ascolti USA: telespettatori 580 000 – share 18-49 anni 0,3%[4]
- Nota: l'episodio termina con una citazione di Octavia St. Laurent.

## Cosa farebbe Candy?
- Titolo originale: What Would Candy Do?
- Diretto da Tina Mabry
- Scritto da: Steven Canals

### Trama
- Guest star:
- Ascolti USA: telespettatori 497 000 – share 18-49 anni 0,2%[5]

## Love's In Need Of Love Today
- Titolo originale: Love's In Need Of Love Today
- Diretto da Tina Mabry
- Scritto da: Brad Falchuk e Our Lady J

### Trama
- Guest star:
- Ascolti USA: telespettatori 505 000 – share 18-49 anni 0,2%[6]

## Coca
- Titolo originale: Blow
- Diretto da Jennie Livingston
- Scritto da: Janet Mock

### Trama
- Guest star:
- Ascolti USA: telespettatori 405 000 – share 18-49 anni 0,1%[7]

## Rivelazioni
- Titolo originale: Revelations
- Diretto da Steven Canals
- Scritto da: Steven Canals

### Trama
- Guest star:
- Ascolti USA: telespettatori 508 000 – share 18-49 anni 0,2%[8]

## Gita tra donne
- Titolo originale: Life's a Beach
- Diretto da Gwyneth Horder-Payton
- Scritto da: Janet Mock e Our Lady J

### Trama
- Guest star: Austin Scott (Adrian), Justin Wilson (Joe), Patti LuPone (Frederica Norman).
- Ascolti USA: telespettatori 547 000 – share 18-49 anni 0,2%[9]
- Nota: l'episodio termina con una citazione di Alice Walker.

## Tacchi a spillo
- Titolo originale: In My Heels
- Diretto da Janet Mock
- Scritto da: Ryan Murphy, Brad Falchuk e Steven Canals

### Trama
- Guest star:
- Ascolti USA: telespettatori 536 000 – share 18-49 anni 0,2%[10]